# Hidakagawa (Wakayama)
Hidakagawa (日高川町 Hidakagawa-chō?) es un pueblo localizado en la prefectura de Wakayama, Japón. Tiene una población estimada, a fines de 2021, de 9510 habitantes.

## Geografía

### Localidades circundantes
- Prefectura de Wakayama
  - Gobō
  - Tanabe
  - Hidaka
  - Inami
  - Hirogawa
  - Aridagawa

## Demografía
Según los datos del censo japonés, esta es la población de Hidakagawa en los últimos años.
| Año del censo | Población |
| ------------- | --------- |
| 1995          | 11.556    |
| 2000          | 11.607    |
| 2005          | 11.305    |
| 2010          | 10.509    |
| 2015          | 9.776     |
| 2021 (est.)   | 9.510     |